# OPHL 1908

OPHL Sezona 1908 je bila prva sezona lige Ontario Professional Hockey League. Najboljši položaj na lestvici je končno zmago prinesel moštvu Toronto Professional Hockey Club. 

## Redna sezona

### Končna lestvica
Vir: 
|                                                                 | Moštvo                | Odigranih tekem | Zmag | Porazov | Remijev | GF | GA | TOČ |
| --------------------------------------------------------------- | --------------------- | --------------- | ---- | ------- | ------- | -- | -- | --- |
| 1                                                               | Toronto Professionals | 12              | 10   | 2       | 0       | 88 | 55 | 20  |
| 2                                                               | Berlin Dutchmen       | 12              | 5    | 4       | 3       | 57 | 49 | 14  |
| 3                                                               | Brantford Indians     | 12              | 4    | 6       | 2       | 65 | 79 | 10  |
| 4                                                               | Guelph Professionals  | 12              | 2    | 9       | 1       | 33 | 60 | 4   |
| »Ontario Pro. League Record«. The Globe. 2. marec 1908. str. 7. |                       |                 |      |         |         |    |    |     |

## Ekshibicijske tekme
Po sezoni je bila v Torontu odigrana tekma med Toronto Professionalsi in moštvom zvezd iz ostalih moštev. Zvezde so zmagale z izidom 16-10. 

## Stanleyjev pokal
Po sezoni je moštvo Toronto Professionals izzvalo prvake lige ECAHA Montreal Wanderers za Stanleyjev pokal. Toronto je Wandererse navdušil s kakovostjo svoje igre, a so na koncu izgubili s 6-4 po dveh poznih zadetkih Ernieja Johnsona in Bruca Stuarta. 
| Datum          | Zmagovito moštvo   | Izid | Poraženo moštvo       | Lokacija       |
| -------------- | ------------------ | ---- | --------------------- | -------------- |
| 14. marec 1908 | Montreal Wanderers | 6–4  | Toronto Professionals | Montreal Arena |